# Pomnik Lotników Alianckich w Dębinie Zakrzowskiej
Pomnik Lotników Alianckich w Dębinie Zakrzowskiej – pomnik w miejscu zestrzelenia brytyjskiego samolotu bombowego Halifax w nocy z 4 na 5 sierpnia 1944. Pomnik znajduje się w polach, na zachodnich krańcach wsi. 
Pomnik upamiętnia załogę samolotu zestrzelonego przez siły niemieckie podczas lotu z zaopatrzeniem dla sił partyzanckich Armii Krajowej. Samolot Halifax JP-181 należał do 148 Dywizjonu Specjalnego Przeznaczenia RAF, który w pierwszych dniach sierpnia 1944 miał dokonać zrzutów nad walczącą Warszawą. W związku ze zmianą rozkazów samolot wystartował z bazy we Włoszech, zabierając zaopatrzenie dla placówki zrzutowej Kobuz 212, położonej 15 km od Miechowa. Samolot aliancki został zestrzelony przez niemiecki nocny myśliwiec Focke-Wulf Fw 189 pilotowany przez Hemuta Kontera pułku nocnych myśliwców Luftwaffe NJG 100.
Pomnik odsłonięto 4 sierpnia 1991. Składa się z betonowego cokołu, na którym stoi około dwumetrowej wysokości postument zakończony krzyżem. Na postumencie znajduje się znak Polski Walczącej oraz metalowe wyobrażenie Matki Boskiej Częstochowskiej. Na postumencie umocowana jest tablica z nazwiskami załogi samolotu, która zginęła podczas katastrofy. Zgodnie z treścią tablicy załogę stanowili: Ch. W. Crabtree, D. J. Mason, J. A. Carroll, A. Bennett, D. Aird, Ch. A. Beanland i A. Sandilands. Byli członkami RAF oraz RAAF i RCAF. Samolot należał do 148 dywizjonu RAF i leciał z bazy w Brindisi we Włoszech. Obok cokołu znajdują się dwa fragmenty konstrukcji samolotu, jakie zachowały się po katastrofie. Ciała lotników zostały złożone na cmentarzu wojskowym w Krakowie (kwatera brytyjska). 
W rocznicę wydarzenia, 4 sierpnia, pod pomnikiem odbywa się uroczystość, na której mieszkańcy oddają cześć poległym lotnikom: składane są kwiaty i zapalane znicze.

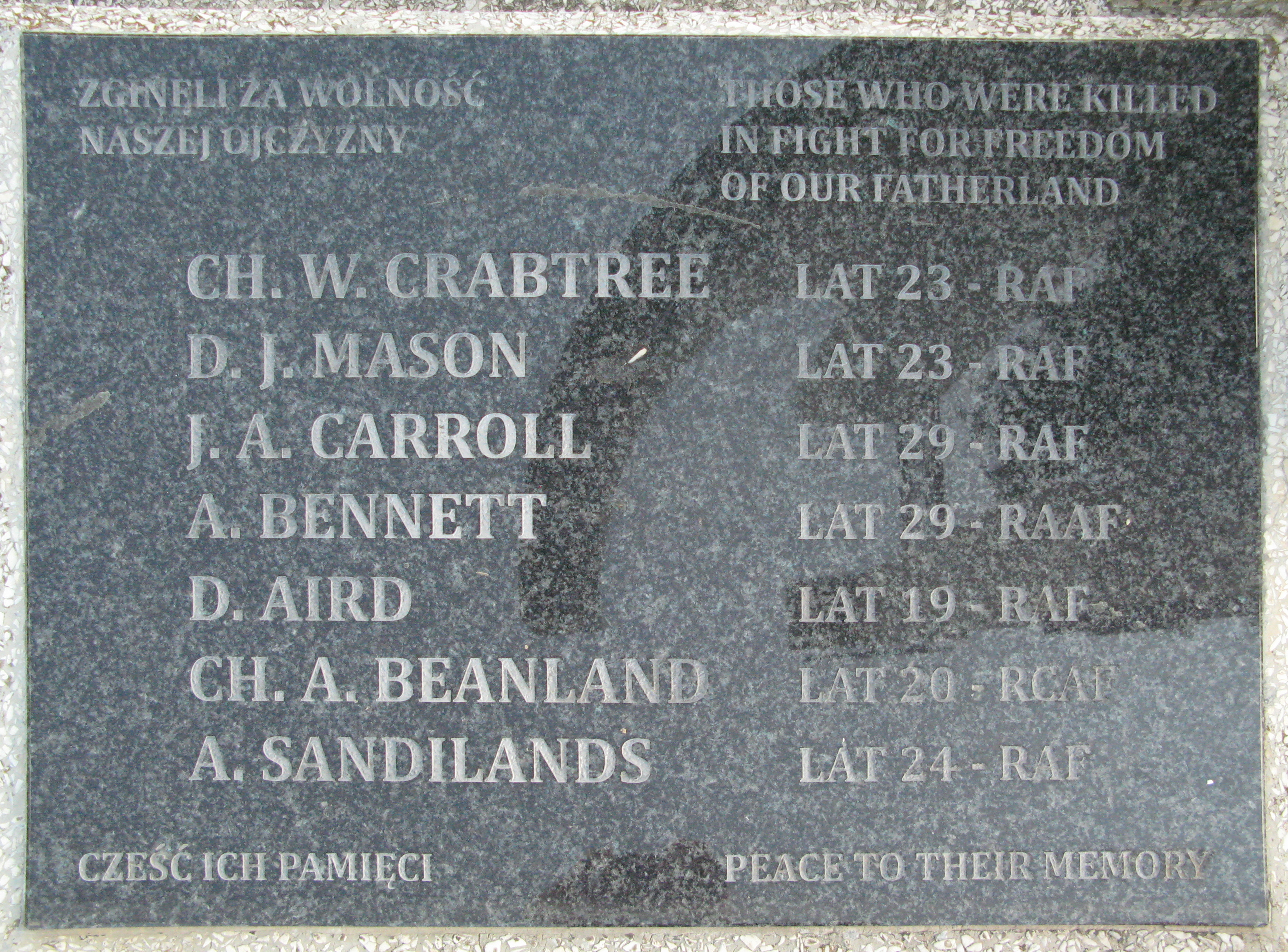
Tablica z nazwiskami lotników
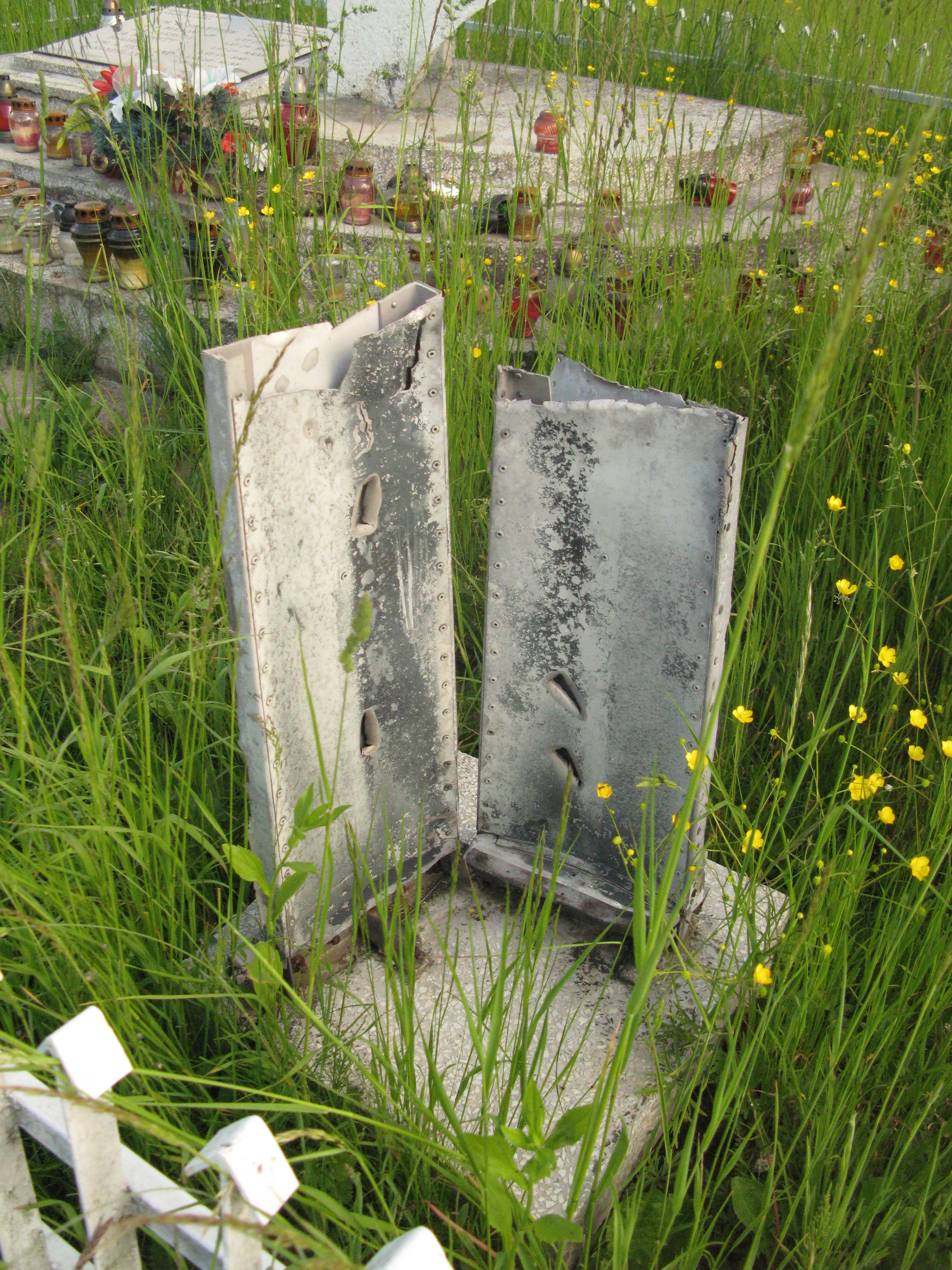
Fragmenty konkstrukcji samolotu
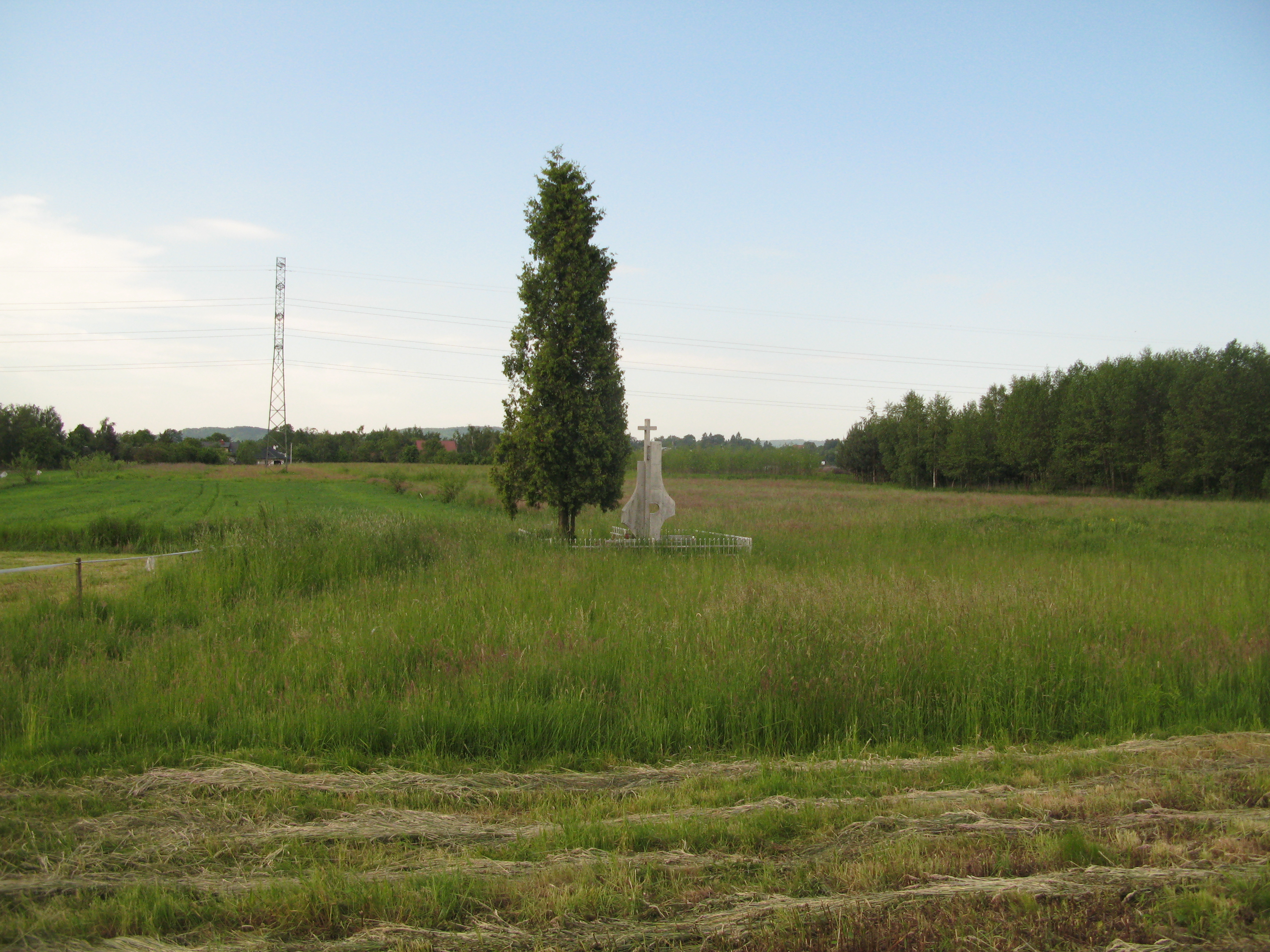
Widok ogólny